# Средняя Борзя (село)
Средняя Борзя — село в Калганском районе Забайкальского края России. Административный центр и единственный населённый пункт сельского поселения «Средне-Борзинское».

## География
Село находится в восточной части района, в левобережной части долины реки Аргунь, на правом берегу реки Средняя Борзя, вблизи государственной границы с Китаем, на расстоянии примерно 40 километров (по прямой) к востоку от села Калга. Абсолютная высота — 501 метров над уровнем моря.
Климат
Климат характеризуется как резко континентальный. Средняя температура самого холодного месяца (января) составляет −26 — −28°С, температура самого тёплого (июля) — 18 — 20°С. Среднегодовое количество атмосферных осадков составляет 350—500 мм.
Часовой пояс
Село Средняя Борзя находится в часовой зоне МСК+6. Смещение применяемого времени относительно UTC составляет +9:00.

## История
Основано в середине XVIII века и первоначально называлось Дунтаки Борзя. По состоянию на 1851 год, станица Среднеборзинская в составе Забайкальского казачьего войска.

## Население
| 1989 | 2002 | 2010 | 2012 | 2013 | 2014 | 2015 |
| ---- | ---- | ---- | ---- | ---- | ---- | ---- |
| 790  | ↘608 | ↘452 | ↗462 | ↘446 | ↗451 | ↘443 |
| 2016 | 2017 | 2018 | 2019 | 2020 | 2021 |      |
| ↗451 | ↘437 | ↘431 | ↘418 | ↘416 | ↘289 |      |

Половой состав
По данным Всероссийской переписи населения 2010 года в гендерной структуре населения мужчины составляли 48,5 %, женщины — соответственно 51,5 %.
Национальный состав
Согласно результатам переписи 2002 года, в национальной структуре населения русские составляли 94 % из 608 чел.

## Инфраструктура
В селе функционируют средняя общеобразовательная школа и фельдшерско-акушерский пункт.

## Улицы
Уличная сеть села состоит из одиннадцати улиц.